# Welterbe in Lesotho

Zum Welterbe in Lesotho gehört (Stand 2016) eine gemischte UNESCO-Welterbestätte des Weltkultur- und -naturerbes. Lesotho ist der Welterbekonvention 2003 beigetreten, die bislang einzige Welterbestätte wurde 2013 eingetragen.

## Welterbestätten
Diese Tabelle listet die UNESCO-Welterbestätten in Lesotho in chronologischer Reihenfolge nach dem Jahr ihrer Aufnahme in die Welterbeliste (K – Kulturerbe, N – Naturerbe, K/N – gemischt, (G) – auf der Liste des gefährdeten Welterbes).
Das UNESCO-Welterbe in Lesotho umfasst mit dem Sehlabathebe-Nationalpark als Teil des grenzüberschreitenden Maloti-Drakensberg-Parks eine Stätte des Kultur- und Naturerbes. Eine weitere Stätte steht auf der Tentativliste und könnte damit für die Aufnahme in die Welterbeliste nominiert werden.
| Bild             | Bezeichnung                    | Jahr | Typ | Ref. | Beschreibung |
| ---------------- | ------------------------------ | ---- | --- | ---- | --- |
| (weitere Bilder) | Maloti-Drakensberg-Park (Lage) | 2013 | K/N | 985  | Erweiterung der Welterbestätte Ukhahlamba-Drakensberg Park in Südafrika um den Sehlabathebe-Nationalpark in Lesotho zu einer grenzüberschreitenden Welterbestätte |

## Tentativliste
In der Tentativliste sind die Stätten eingetragen, die für eine Nominierung zur Aufnahme in die Welterbeliste vorgesehen sind. Derzeit (2016) ist eine Stätte in der Tentativliste von Lesotho eingetragen, die Eintragung erfolgte 2008. Die folgende Tabelle listet die Stätten in chronologischer Reihenfolge nach dem Jahr ihrer Aufnahme in die Tentativliste.
| Bild                        | Bezeichnung                 | Jahr | Typ | Ref. | Beschreibung |
| --------------------------- | --------------------------- | ---- | --- | ---- | --- |
| Nationaldenkmal Thaba Bosiu | Nationaldenkmal Thaba Bosiu | 2008 | K   | 5392 | Das Bergplateau bei dem Ort Thaba Bosiu ist ein historischer Rückzugsort der Basotho; dort befinden sich auch die Gräber der traditionellen Herrscher. |